# Izabela

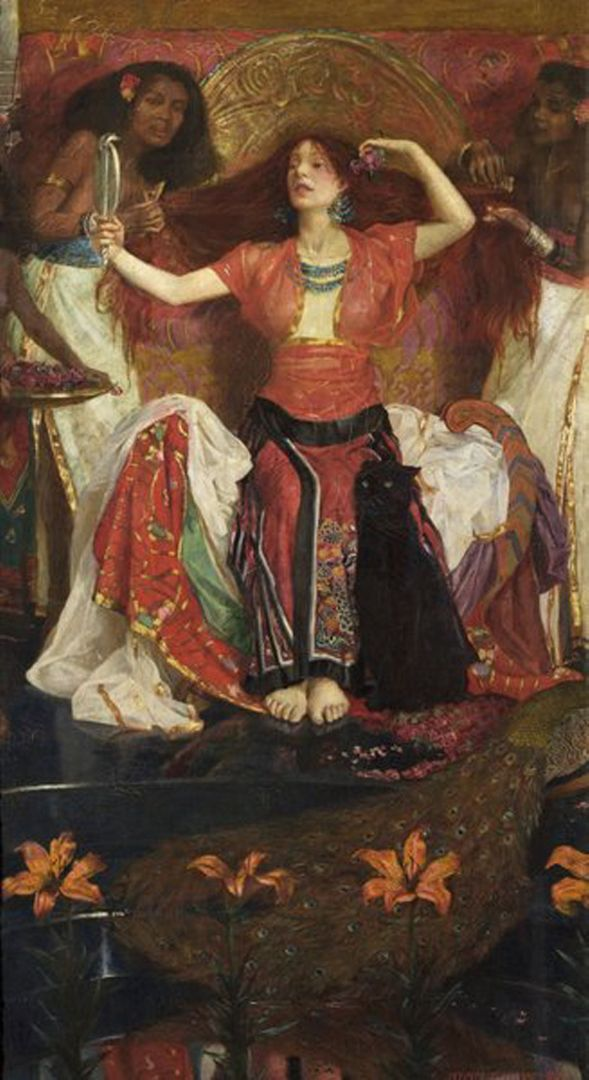
Regina Izabela a Israelului într-o pictură de John Liston Byam Shaw

Izabela (în ebraică: אִיזֶבֶל / אִיזָבֶל Izevel sau Izavel, secolul al IX-lea î.Hr.) a fost o principesă feniciană, despre care Biblia ebraică (Regi I, 16:31) povestește că era fiica regelui Ishbaal (Etbaal) al Sidonului și soția regelui Ahab (Ahav) al Israelului.
După narațiunea biblică, Izabela l-a ațâțat pe soțul ei, Ahab, să părăsească cultul lui Iahve și să încurajeze în schimb cultele zeilor Baal și 
Așera. Izabela i-a prigonit pe prorocii lui Yahve și a fabricat dovezi de blasfemie împotriva unui proprietar nevinovat de pământ care refuzase să-și vândă moșia regelui Ahav. Din pricina ei acel om a fost executat.Pentru aceste fapte interpretate ca îndreptate împotriva lui Dumnezeu, Izabela a fost pedepsită crunt - prin azvârlirea ei pe fereastră de către oamenii de la curtea regelui și sfârtecarea trupului ei de către câini.
Numele Izabelei a fost asociat cu falșii proroci.

## Numele
Critica textuală a Bibliei a atras atenția că masoreții evrei (nakdanim) care au stabilit pronunțarea vocalelor din numele reginei ar fi ales intenționat pronunțarea Izevel, care îl leagă cu concepte de natură negativă, în cazul acesta, cuvântul ebraic zevel, care înseamnă „gunoi”. 
De fapt, se consideră că, la origine, grupul de litere זבל (zvl) era pronunțat zevul, ceea ce însemna judecător sau o altă funcție de conducere. În Biblie sunt numeroase exemple ale acestui cuvânt, de pildă în Cartea Judecători 9:30,36,38,40, Cartea Regi I, 8:13, și în originea numelui tribului israelit Zabulon (în ebraică - Zevulun זבולון ). S-au găsit pilde ale acestui cuvânt și în surse extra-biblice ca de pildă în tăblițe ugaritice.

## Narațiunea biblică

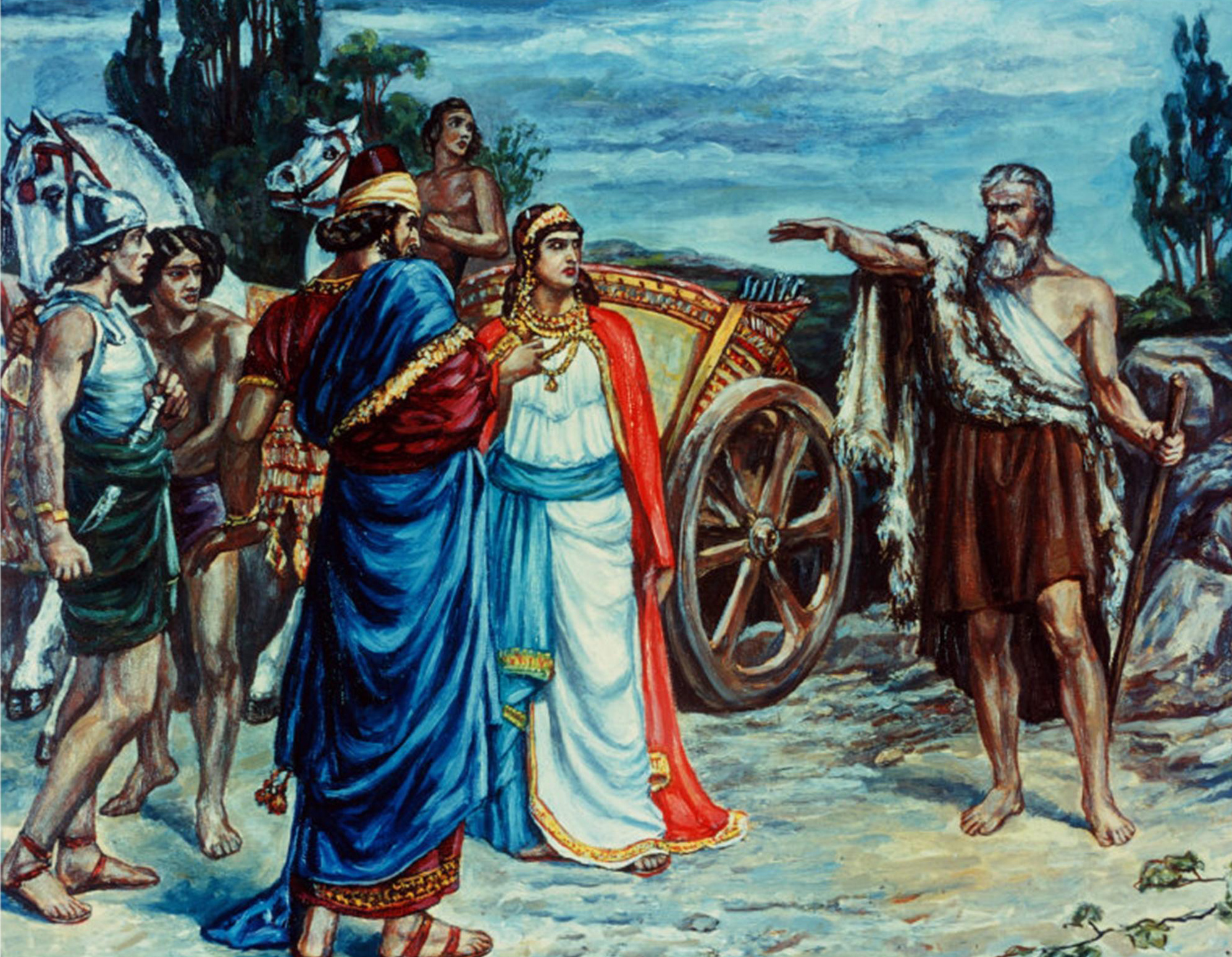
Izabela și Ahab îl întâlnesc pe Ilie în podgoria lui Nabot. Tipărit de Sir Frank Dicksee.

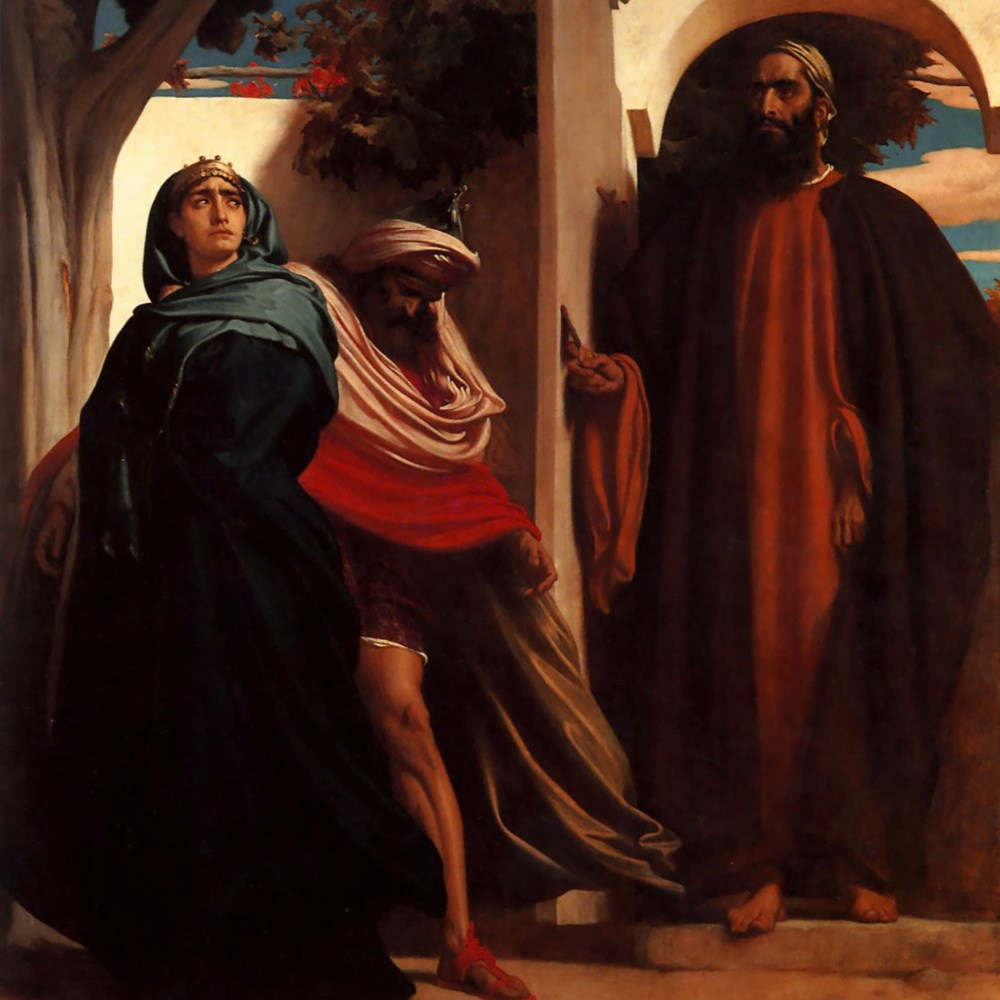
Izabela si Ahab - pictură din jurul anului 1863 de pictorul Frederic Leighton

Izabela a tins să cultive în regatul Israel cultul politeist al lui Baal, răspândit între canaaneni-fenicieni, și pe care îl practica în locul ei de obârșie. Ca soție a regelui Ahab, a avut o influență considerabilă asupra acestuia. După Midrash, din prima zi de căsnicie, l-a îmboldit pe Ahab să practice cultul păgân. În fruntea opoziției față de politica religioasă a reginei a stat prorocul Ilie (Eliyahu). El a reușit să omoare niște proroci ai lui Baal și să-și atragă mânia reginei. El a fost nevoit să plece în exil. Mulți alți proroci în slujba cultului lui Iahve au fost persecutați și omorâți din porunca Izabelei.   
Unul din sfetnicii regelui, Ovadyahu, administrator al palatului, a ascuns mai mulți dintre ei și le-a asigurat mâncare și băutură.  
În Cartea întâi a Regilor din Biblia ebraică (a Treia Carte a Regilor a Vechiului Testament creștin ortodox) se povestește:  
„Iar Ahab i-a spus Izabelei, femeia sa, tot ceea ce făcuse Ilie, și cum îi omorâse pe profeți cu sabia.Atunci Izabela a trimis la Ilie și a zis: "Tu ești Ilie, iar eu sunt Izabela: așa să-mi facă mie dumnezeu - ba încă mai mult - dacă mâine la vremea aceasta nu voi face cu viața ta ceea ce ai făcut tu cu viața fiecăruia dintre ei!”
 (Cartea I a regilor,19:1-2)
O altă faptă care a trezit un conflict acerb între Ilie și Izabela a fost chestiunea viei lui Nabot Izreeliteanul (Navot Haizreeli). Ahab râvnea via lui Nabot care se învecina cu palatul său și i-a propus acestuia: „Tna li et karmhá...” 
„"Dă-mi via ta, ca să-mi fac o grădină de legume, fiindcă e aproape de casa mea; iar eu iți voi da în schimb o altă vie, mai bună decât aceasta; sau, dacă-ți vine mai bine, îți voi plăti via cu bani, iar ea îmi va fi grădina de legume".Dar Nabot i-a zis lui Ahab: "Ferească-mă Dumnezeu (Halila li meAdonay) să-ți dau eu moștenirea părinților mei!”
 (Regi I 21:2-3).  
Izabela nu a înțeles pentru ce a căzut soțul ei în tristețe, și de ce trebuia el să se înjosească, el, regele, în fața unuia din supușii săi. Ea i-a propus lui Ahab să rezolve problema așa cum știa ea. A trimis o scrisoare conducătorilor orașului în care locuia Nabot Izreeliteanul, în care a cerut să fie plătiți doi martori mincinoși, care să susțină că l-au auzit pe Nabot hulind pe Dumnezeu și pe rege (bereh Navot Elohim vameleh).  Era obișnuit în Israel că cine era executat pentru uneltiri împotriva regelui, regele îi moștenea averea. Nabot a fost într-adevăr executat prin lapidare, iar Ahab i-a moștenit via.
Ilie a fost atunci trimis de Dumnezeu la Ahab,și l-a certat mânios cu celebrele cuvinte:
„Ai ucis și vrei încă să intri în moștenire?”
 (Ratzahta vegam yarashta?) și a adăugat: 
„Și să-i mai spui: Așa zice Domnul: În locul unde au lins câinii sângele lui Nabot, acolo vor linge câinii și sângele tău!”
,
Ilie i-a prezis lui Ahab ca va muri în urma uciderii lui Nabot și i-a prezis o moarte identică și Izabelei. Deoarece Ahab și-a exprimat remușcări, Ilie a mai afirmat, în numele lui Dumnezeu, că nu în zilele lui Ahab se va întâmpla nenorocirea pe care o prezicea.
Ahab a murit, în cele din urmă, în războiul împotriva regelui arameu Ben Hadad al Doilea, căzând cu carul de luptă.
„Iar un om și-a întins arcul și a lovit din întâmplare pe regele lui Israel într-o încheietură a platoșei, și acesta a zis cărăușului său: “Întoarce îndărăt și mă scoate din oaste, că sunt rănit”.Și s-a pornit lupta mare în acea zi și regele a stat în carul lui în fala Sirienilor toată ziua, iar seara a murit; și a curs sânge din rana sa pe podul carului.Și la asfințitul soarelui s-a dat de veste la toată tabăra, zicând: “Să meargă fiecare la cetatea lui, fiecare la ținutul lui!”.Și murind regele, a fost dus și l-au înmormântat în Samaria.Și au spălat carul lui în iazul Samariei; și câinii i-au lins sângele lui Ahab, iar desfrânatele s-au scaldat în spălătura acelui sânge, după cuvântul pe care l-a grăit Domnul”
 (Regi I, 22:34)

## Izabela și Isabella

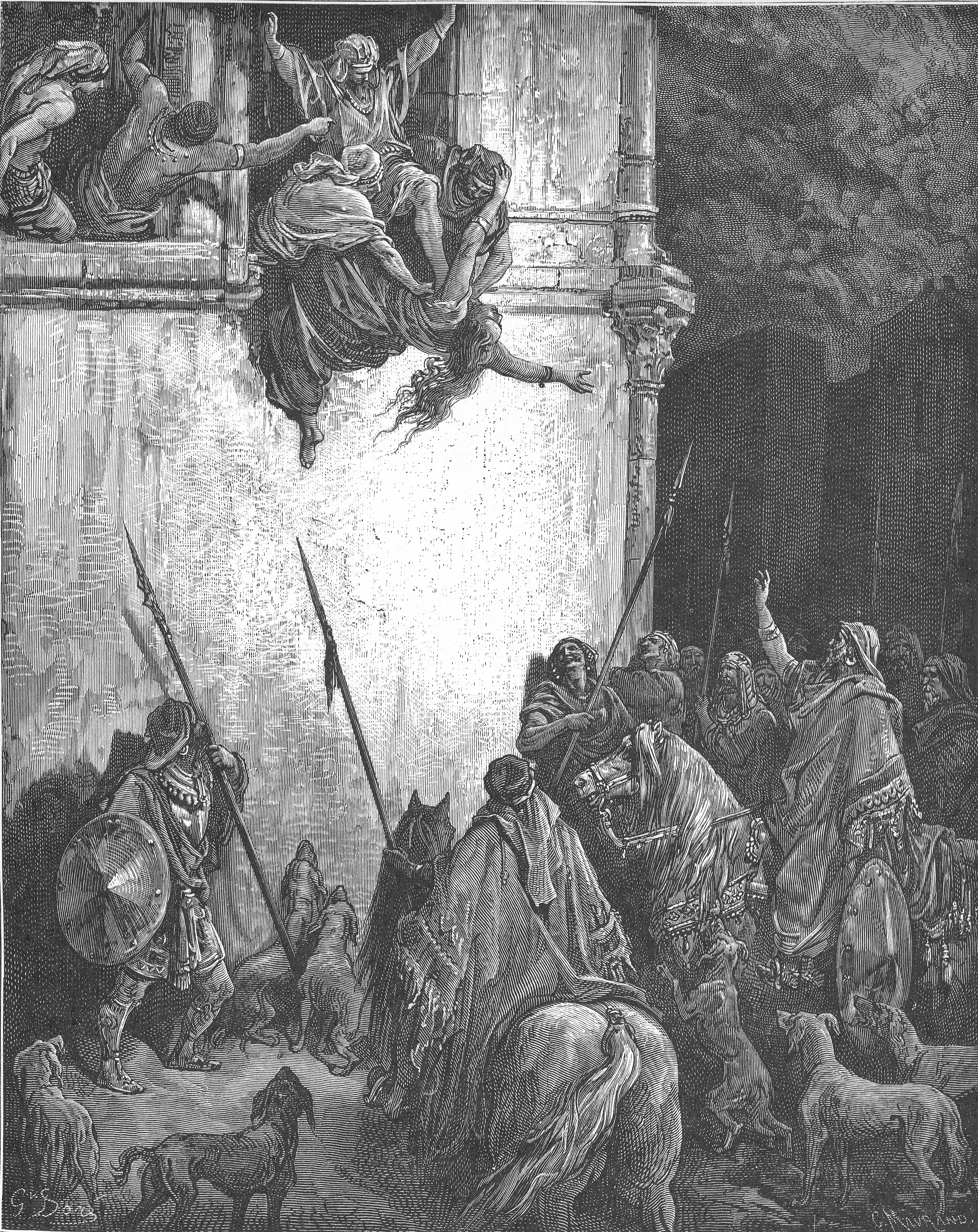
Exfenestrarea Izabelei - desenată de Gustave Doré în The Holy Bible, Editura Kassel, Petter and Galpin, London and New York 1866

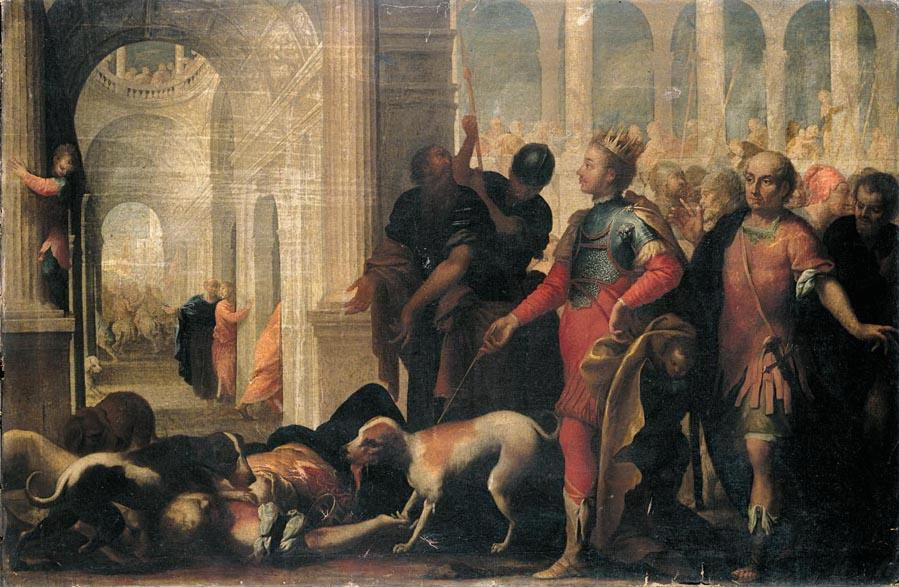
Regina Izabela pedepsită de Iehu, pictură de Andrea Celesti

Numele reginei biblice Izabela - Izevel - (în engleză Jezebel, în italiană - Gesabela, în spaniolă Jesabel) este evitat ca prenume atât la evrei, cât și la creștini. În schimb este răspândit numele foarte asemănător Isabela, în spaniolă Isabel, în italiană Isabella, în engleză Jezabel, care nu provine de la acest personaj, ci este o versiune a numelui biblic Elizabeta - în ebraică Elisheva. Numele în românește Izabela fiind cel mai asemănător cu Isabela, poate mai ușor genera confuzii între cele două nume de sursă diferită.

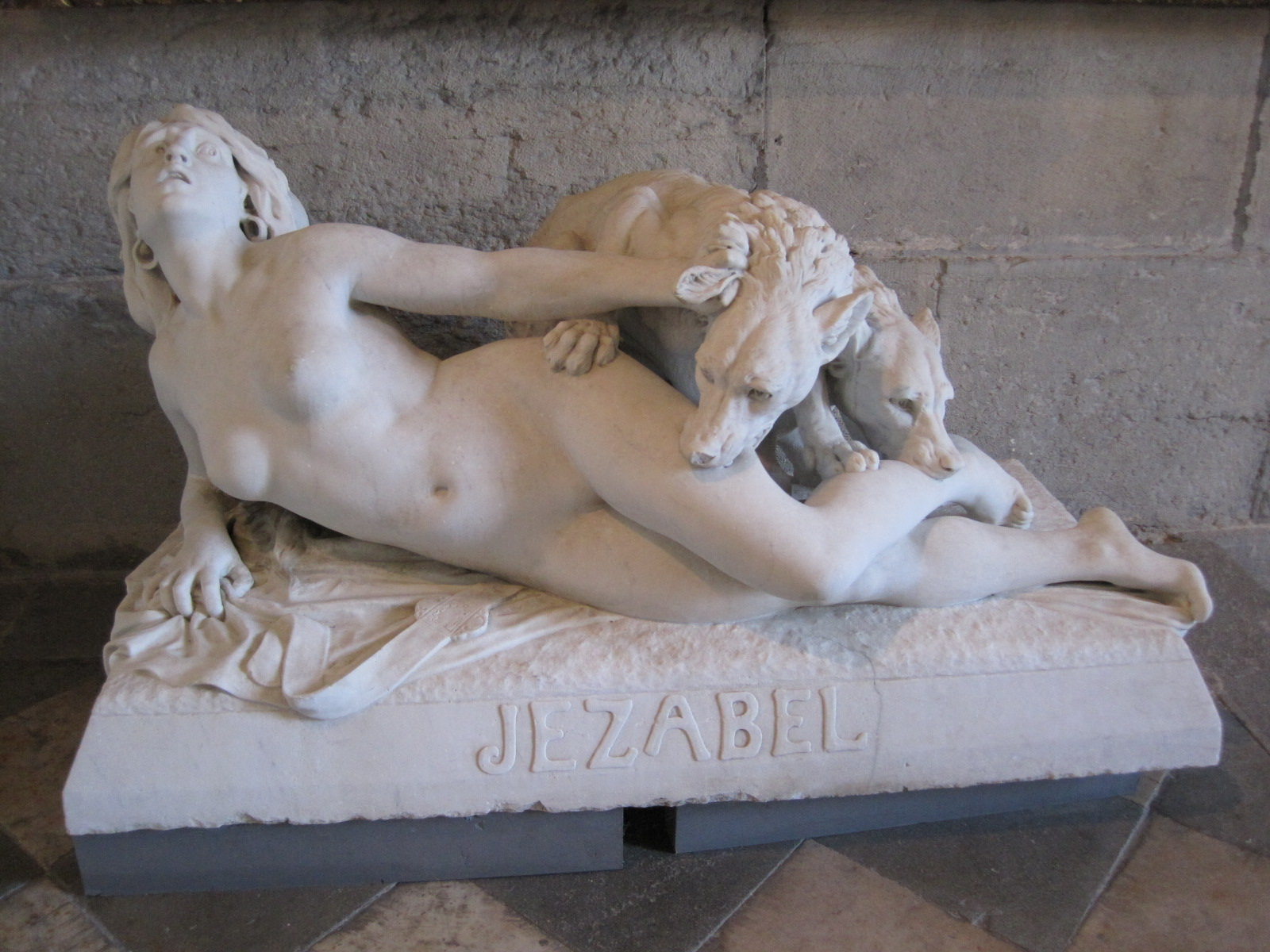
Izabela - sculptura de Léon_Auguste_Perrey